# Untribium
Az untribium  a 132-es rendszámú, még fel nem fedezett kémiai elem ideiglenes neve. A természetben nem fordul elő, mesterségesen sem állították még elő. A transzaktinoidák közé tartozik, a g-blokk tizenegyedik eleme. Kémiai tulajdonságai a szomszédos elemekére hasonlíthat.
| Vegyjele, neve, rendszám: | Utb Untribium, Utb 132. 132 |
| CAS-szám:                 | 56452-00-7                  |
| Elektronok héjanként:     | 2, 8, 18, 32, 44, 18, 8, 2  |
| Csoport, periódus, blokk: | g12, 8, g-blokk             |

Az untribiumnak, mint az összes olyan elemnek, amelynek atomi száma 121 és 138 között van, valószínűleg egy g orbitalja lenne , amely ebben az esetben az 5. héjat 12 elektronnal tölti meg . Ennek eredményeként valószínűleg kémiailag nagyon hasonlít a szomszédos elemekhez. Ezután a szuperaktinoidokhoz rendelik, és ezért nem szerepel a "normál" periódusos táblázatban .
Mivel nincs gyakorlati kutatási eredmény, a reakció viselkedésével kapcsolatos állítások csak találgatások.

## Fordítás
Ez a szócikk részben vagy egészben  az   Untribium című német Wikipédia-szócikk fordításán alapul.  Az eredeti cikk szerkesztőit annak laptörténete sorolja fel. Ez a jelzés csupán a megfogalmazás eredetét és a szerzői jogokat jelzi, nem szolgál a cikkben szereplő információk forrásmegjelöléseként.